# Anila angulosa
Anila angulosa là một loài thực vật có hoa trong họ Đậu. Loài này được (Edgew.) Kuntze mô tả khoa học đầu tiên năm 1891.